# Rewari (rurale)
Rewari (rurale) è una suddivisione dell'India, classificata come census town, di 4.453 abitanti, situata nel distretto di Rewari, nello stato federato dell'Haryana. In base al numero di abitanti la città rientra nella classe VI (meno di 5.000 persone).

## Geografia fisica
La città è situata a 28° 12' 11 N e 76° 37' 43 E.

## Società

### Evoluzione demografica
Al censimento del 2001 la popolazione di Rewari (rurale) assommava a 4.453 persone, delle quali 2.404 maschi e 2.049 femmine. I bambini di età inferiore o uguale ai sei anni assommavano a 637, dei quali 348 maschi e 289 femmine. Infine, coloro che erano in grado di saper almeno leggere e scrivere erano 3.020, dei quali 1.857 maschi e 1.163 femmine.